# Михайлов, Александр Михайлович (боксёр)
Александр Михайлович Михайлов — мастер спорта СССР международного класса по боксу, бронзовый призёр чемпионата мира 1978 года, чемпион СССР 1978 года, серебряный призёр VII летней Спартакиады народов СССР 1979 года, неоднократный чемпион РСФСР и ЯАССР. Заслуженный тренер Якутской АССР. Почётный гражданин города Якутска.

## Биография
Александр Михайлов родился 20 февраля 1957 года в оленеводческом селе Арылах Верхнеколымского района Якутской АССР. В 1974 году окончил среднюю школу в посёлке городского типа Зырянка после чего поступил учиться в Якутское ПТУ №1 на специальность шофёр. Во время учёбы в Якутске, в возрасте 17 лет Михайлов стал заниматься боксом под руководством заслуженного тренера ЯАССР Вильяма Иванова. Заметив большой талант Александра к боксу, первый тренер в том же году привёл его в секцию к заслуженному тренеру РСФСР Вадиму Откидачу. И уже весной следующего года Михайлов стал чемпионом ДСО «Трудовые резервы».
В том же 1975 году, являясь членом сборной команды Российского совета ДСО «Трудовые резервы», Михайлов был призван на срочную службу в ряды Советской Армии, став матросом одной из спортивных рот Тихоокеанского флота. Там Александр начал тренироваться под руководством заслуженного тренера РСФСР Бориса Кубасова. Через год он завоевал бронзовую медаль на первенстве Вооружённых Сил СССР, а затем выиграл турнир лучших армейских мастеров кожаных перчаток страны, который определял состав команды для выступления на чемпионате СССР.
Резкий взлёт спортивных результатов Михайлова произошёл в 1978 году. Будучи неизвестным боксёрской общественности кандидатом в мастера спорта, Александр завоевал золотую медаль на 44-м чемпионате СССР среди взрослых, который прошёл в Тбилиси в конце февраля — начале марта 1978 года. Боксируя в весовой категории до 51 кг, Михайлов тогда опередил таких известных отечественных мастеров ринга, как Виктор Мирошниченко и Александр Ткаченко, довольствовавшихся бронзовыми медалями, а в финальном бою одолел по очкам москвича Александра Дугарова. Спустя всего несколько недель Михайлов сумел стать ещё и победителем международного турнира в Алма-Ате, одолев там в финале по очкам соотечественника Анатолия Клюева.
После этих успехов Михайлов был включён в состав национальной сборной СССР для выступления на 2-м чемпионате мира, который прошёл в мае 1978 года в Белграде (Югославия). В первом бою, на стадии 1/8 финала Александр нокаутировал в начале 2-го раунда таиландского боксёра Наронга Пимпавана. В 1/4 финала Михайлов уже в 1-м раунде сумел трижды отправить в нокдаун американца Майкла Фельде, после чего рефери остановил бой ввиду явного преимущества советского боксёра. В полуфинальном поединке Александр проиграл по очкам со счётом 0:5 поляку Хенрику Средницкому – четырёхкратному чемпиону Польши, чемпиону Европы 1977 года, который в итоге завоевал на том турнире золотую медаль, и является единственным представителем Польши за всю историю, кому удалось стать чемпионом мира по боксу среди любителей.
После этого Михайлову было присвоено звание мастера спорта международного класса. Будучи членом сборной СССР, Александр одержал победу в своём бою в рамках матчевой встречи со сборной Нигерии. В конце января — начале февраля 1979 года Михайлов стал участником матчевых встреч между сборными СССР и США, которые прошли за океаном. По их итогам Александр одержал одну победу и потерпел одно поражение. Летом того же года Михайлов стал серебряным призёром состоявшейся в Москве VII летней Спартакиады народов СССР, уступив в финальном бою по очкам Александру Ткаченко.
Осенью того же года Михайлов принял участие в розыгрыше командного кубка СССР в Куйбышеве, представляя в весе до 51 кг физкультурно-спортивное объединение Вооруженных сил. На предварительном этапе Александр одержал две победы, а в финале проиграл по очкам представителю ДСО «Трудовые резервы» Эдуарду Валерьянову и, вместе со своей командой, стал обладателем серебряной медали того турнира.
В начале олимпийского 1980 года Михайлов провёл бой в рамках прошедшей в Москве матчевой встречи СССР-США, уступив по очкам со счётом 1:2 Харли Сниду. Затем в феврале Александр стал победителем международного турнира «Oscar (Belgrade’s Pobednik)» в Белграде (Югославия). На майском чемпионате СССР того года Михайлов стал бронзовым призёром, уступив в полуфинале по очкам Алексею Никифорову. А в октябре, выступив в весе до 54 кг, Александр завоевал бронзовую медаль на международном турнире «TSC» в Берлине (ГДР).
После этого спортивные результаты Михайлова пошли на спад. В 1982 году в составе сборной ЯАССР он стал победителем состоявшейся в Якутске международной товарищеской встречи с командой МНР. В том же году Михайлов завоевал золотую медаль на чемпионате РСФСР в Якутске, на котором победу в командном зачёте впервые в истории одержала сборная ЯАССР.
В 1984 году Александр окончил историко-филологический факультет Якутского государственного университета по специальности историк, преподаватель истории и обществоведения. После завершения выступлений на ринге Михайлов стал организатором-основателем кикбоксинга в Якутии. В 1989 году он посетил семинар по кикбоксингу, после чего осенью того же года открыл первую в республике секцию этого вида спорта в спортзале на стадионе «Юность» в Якутске, где стал работать тренером. Из его воспитанников известными кикбоксерами стали Александр Иванов, Алексей Уваров, Илья Черкашин. Михайлов был вице-президентом Федерации кикбоксинга России (до сентября 1992 года), а также является почётным вице-президентом Федерации кикбоксинга Республика Саха (Якутия).
Михайлов работал заместителем председателя Якутского республиканского совета ДСО «Трудовые резервы», СПТУ-16, старшим инспектором по физкультурно-оздоровительной работе ПКП «Якутсксервисдосуг» Министерства культуры ЯАССР, заместителем директора Национального концерна «ТЭВР», главным специалистом по коммерческим вопросам ЭНГ АОЗТ «Саха Агро Бай-Бэк», заместителем генерального директора ООО «Лик», заместителем директора Якутского филиала Новосибирской государственной академии водного транспорта (с 2015 года – Сибирский государственный университет водного транспорта), старшим тренером школы высшего спортивного мастерства ГУ Управления физической культуры и спорта, гендиректором ООО «Сахаспецснаб», инструктором по спорту ОАО «Нижне-Ленское», первым заместителем главы администрации Булунского района (улуса). На местных выборах, состоявшихся 12 октября 2008 года, был избран главой родного для него Верхнеколымского района (улуса).
Михайлов награждён знаком отличия РС (Я) «Гражданская доблесть», почётным знаком «За заслуги в развитии олимпийского движения в России», почётным знаком «За заслуги в развитии физкультуры и спорта в РС (Я)», почётным знаком «За заслуги в развитии бокса РС (Я)», почётными грамотами Верховного Совета ЯАССР и ОК ВЛКСМ, а также удостоен звания почётного гражданина города Якутска. Сын Александра Михайловича Александр Михайлов в 2004 году стал чемпионом Республики Саха (Якутия) по боксу.

## Спортивные достижения
- Чемпионат СССР по боксу 1978 года —
- Чемпионат мира по боксу 1978 года —
- VII летняя Спартакиада народов СССР 1979 года —
- Командный кубок СССР 1979 года —
- Чемпионат СССР по боксу 1980 года —